# Eskilsø
Eskilsø är en ö i Roskildefjorden i Danmark.   Den ligger i Frederikssunds kommun i Region Hovedstaden, i den östra delen av landet, 30 km väster om Köpenhamn. Arean är 1,63 kvadratkilometer. Det bor 6 personer på Eskilsø (2020).
Under medeltiden fanns Eskilsø Kloster på ön. Ruinerna av klosterkyrkan finns fortfarande kvar.